# Josef Çınar
Josef „Jupp“ Çınar bzw. Josef „Jupp“ Cinar (* 22. Januar 1984 in Bremen) ist ein ehemaliger deutsch-türkischer Fußballspieler und heutiger Trainer.

## Karriere
Josef Cinar ging in Gütersloh zur Schule und spielte in der Jugend des FC Gütersloh. In der A-Jugend wechselte er zum VfB Fichte Bielefeld, wo er danach bis 2004 auch der Oberliga-Mannschaft des Vereins angehörte. Dann wechselte er innerhalb der Liga zum SC Verl. Es dauerte bis zu seinem dritten Jahr, bis er sich in der Mannschaft festgespielt hatte. In dieser Saison gelang dem Club der Aufstieg in die Regionalliga Nord als souveräner Meister mit nur 28 Gegentoren in 34 Partien. In der Saison 2007/08 war Cinar zwar wieder Stammspieler und dazu Kapitän der Mannschaft, konnte aber auch nicht verhindern, dass Verl als Tabellenvorletzter gleich wieder von der dritten in die vierte Spielklasse abstieg.
Danach wechselte der großgewachsene, kräftige Innenverteidiger auch aus beruflichen Gründen zum Liganachbarn Eintracht Trier. Dort war er sofort ebenfalls Stammspieler und bekam auch die Kapitänsbinde. Nach zwei Jahren in den unteren Tabellenregionen verpasste der Verein in seinem dritten Jahr den Aufstieg in die 3. Liga als Tabellenzweiter nur knapp.
Çınar bekam aber ein Angebot des Drittligisten Wacker Burghausen, der mit der zweitschlechtesten Abwehr der 3. Liga einen Führungsspieler für die Verteidigung suchte. Er unterschrieb ab 2011 für zwei Jahre mit Option auf Verlängerung um ein Jahr.
Nach zwei Jahren in Burghausen wechselte Çınar 2013 zum Ligakonkurrenten Chemnitzer FC und erhielt einen Vertrag bis 2015. In der Hinrunde der Saison 2013/14 kam Cinar zu 16 Einsätzen und erzielte dabei ein Tor. Im Januar 2014 wurde der Vertrag auf seinen Wunsch hin vorzeitig aufgelöst.
Im Frühjahr wechselte Cinar in die türkische Süper Lig zu Kayseri Erciyesspor, absolvierte dort aber nur vier Ligaspiele. Zur nächsten Saison heuerte er beim Zweitligisten Gaziantep Büyükşehir Belediyespor an. Hier absolvierte er in anderthalb Jahren 33 Partien. In der Winterpause 2016/17 kehrte er nach Deutschland und zu seinem ehemaligen Verein Eintracht Trier zurück. Im Oktober 2018 beendete Cinar seine Spielerlaufbahn und übernahm bis März 2023 den Trainerposten bei der Eintracht.
Nach seiner Entlassung war er bis zum Jahresende ohne neuen Verein und wurde dann am 3. Januar 2024 als Übungsleiter des luxemburgischen Zweitligisten FC Berdenia Berburg vorgestellt.

## Erfolge
Als Spieler:
- Westfalenpokalsieger: 2007
- Rheinlandpokalsieger: 2009, 2010, 2011
- Sachsenpokalsieger: 2014

Als Trainer:
- Aufstieg in die Regionalliga Südwest: 2022

## Soziales Engagement
Zusätzlich engagiert sich Josef Çınar seit 2013 bei Show Racism the Red Card - Deutschland e. V. Im Oktober beteiligte er sich bei einem Workshop der Bildungsinitiative und berichtete den Schülern und Schülerinnen über seine eigenen Erfahrungen mit Rassismus und Diskriminierung.